# 潘塔山
13°13′54″S 73°05′28″W / 13.23167°S 73.09111°W
潘塔山（Panta），是秘魯的山峰，位於該國東南部庫斯科大區，由拉孔本西翁省負責管轄，屬於維爾卡潘帕山脈的一部分，海拔高度5,667米。